# Gertrude de Pelichy

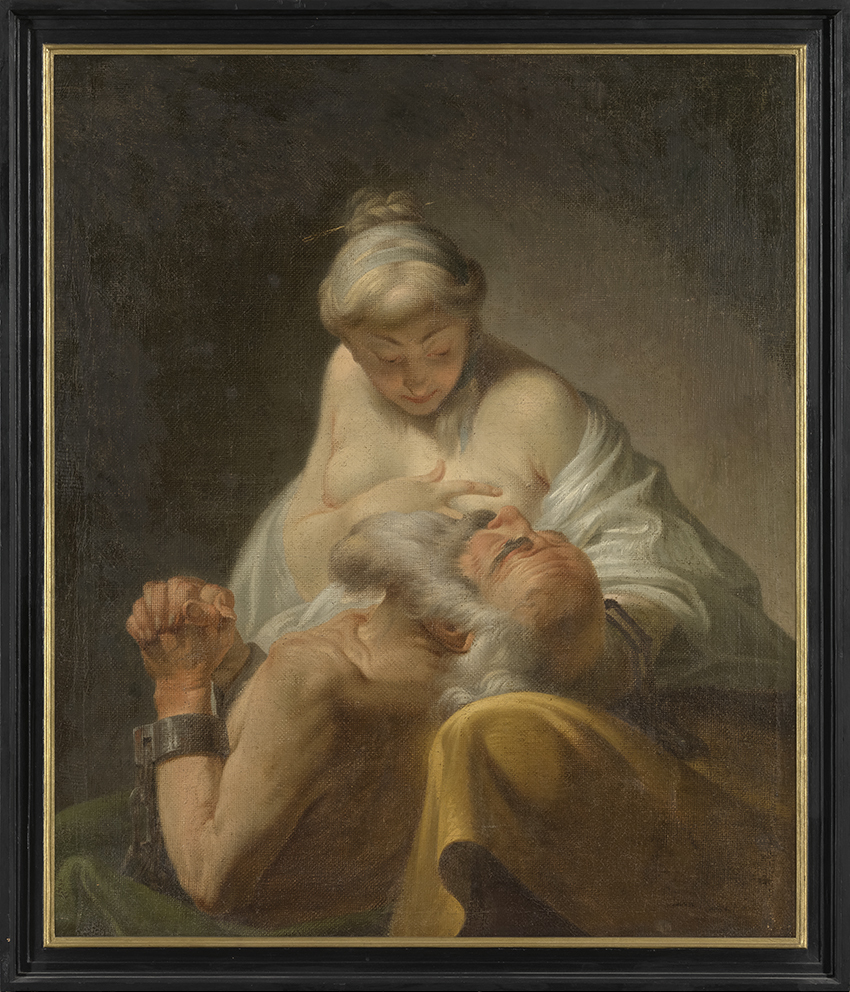
Caritas Romana, Groeningemuseum

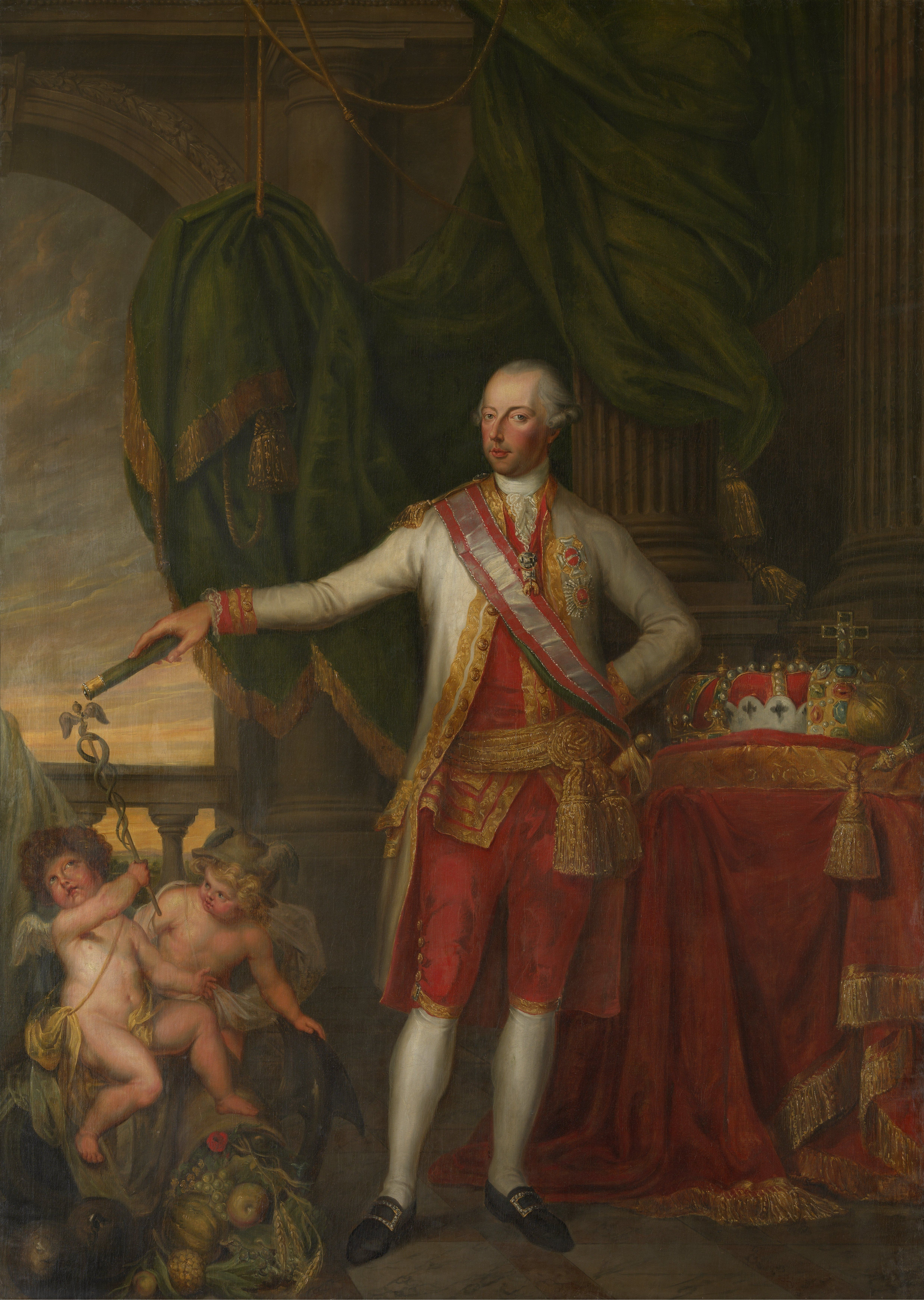
Portret van keizer Jozef II, ca. 1784, Groeningemuseum

Gertrude de Pelichy (Utrecht, 26 augustus 1743 – Brugge, 6 maart 1825) was een Zuid-Nederlands kunstschilder.

## Familie
Barones Gertrude Cornélie Marie de Pélichy was de dochter van baron Jean-Philippe de Pelichy (Amsterdam 1716- Brugge 1792), burgemeester en schepen van het Brugse Vrije en van Isabelle De Ruijckx (Utrecht 1715-1751). Ze was de kleindochter van Baron Theodore de Pelichy (Amsterdam 1679 - Utrecht 1734), luitenant-kolonel in dienst van de Staten-Generaal van de Nederlanden en van Marie Staats, dame van Turkswart (Utrecht 1694-1739). Turkswart (Turkswaard/Turksweerd) was een heerlijkheid op een waard aan de Waal tussen Deest en Druten in Gelderland. 
Gertrude had een broer, baron Theodore de Pelichy de Turkswart (Utrecht 1741 - Druten 1811), pensionaris van het Brugse Vrije. Hij trouwde met de Brugse Marie-Elisabeth de Stappens (1749-1829), dochter van de schout van Brugge, Valentin de Stappens de Harnes. Ze hadden acht kinderen, onder wie Jean-Marie de Pelichy van Huerne die burgemeester van Brugge werd.
Gertrude zelf bleef vrijgezel.

## Levensloop
Gertrude de Pelichy kwam in 1753 met haar vader mee naar Brugge, waar het gezin zich vestigde. Ze werd privé-leerling van schilder Paul de Cock. In 1767 trok ze naar Parijs en werd er leerling van de Bruggeling Joseph Suvée. Vanaf 1777 woonde ze opnieuw in Brugge in het ouderlijke huis in de Dweersstraat. Ze werd een erkende schilderes van landschappen, portretten en dieren.
Ze liet onder meer na in de collecties van de stad Brugge:
- een schilderij dat de 'Romeinse liefdadigheid' voorstelt
- een portret van keizer Jozef II.

## Heilig-Bloed
Tijdens de 'Beloken Tijd' (1797-1799) werd de relikwie van het Heilig Bloed door priester Lodewijk Vincent Donche verstopt. Ook nadat de eredienst was hersteld, achtte deze het ogenblik niet rijp om de relikwie weer in het openbaar te brengen. Van 1812 tot aan de uiteindelijke openbaring van de relikwie in 1819 werd deze verstopt in een muurnis van het huis van Gertrude de Pelichy. Om dit te herdenken werd een herdenkingsplaat aangebracht in de kamer op de eerste verdieping van het huis. Die bleef er, ook na de aankoop van de woning door het Sint-Lodewijkscollege en tot aan de sloping ervan in 1972.